# Stripperella
A 'Stripperella (vagy Stan Lee's Stripperella) 2003 és 2004 között vetített amerikai felnőtteknek szóló animációs sorozat, amelyet Stan Lee készített a Spike TV számára. A műsor 1 évadot élt meg 13 epizóddal. 2003. június 26.-tól 2004. április 1.-ig vetítette a Spike TV.

## Cselekmény
A főszereplő Erotica Jones sztriptíztáncos, aki titokban Stripperella, egy szuperhős/titkosügynök.

## Fogadtatás
Rob Owen, a Pittsburgh Post-Gazette
kritikusa pozitívan értékelte, kritikája szerint "meglepően intelligens sorozat, bár néha eléggé alpári". Kritikájában azt is elmondta, hogy a műsor "ironikus humora" a hatvanas évekbeli Batman-sorozatra emlékezteti.